# Jean-Claude Golvin
Jean-Claude Golvin (Sfax, Túnez, 18 de diciembre de 1942) es un arquitecto y arqueólogo francés. Es especialista en los anfiteatros romanos, y desde 1989 se dedica a la restitución de imágenes de ciudades y monumentos antiguos mediante la técnica de la acuarela. Es autor de más de 2.000 ilustraciones de reconstrucciones de ciudades y monumentos antiguos y medievales, la mayoría de los cuales se conservan en el Museo Departamental de la Antigua Arlés.
Asimismo, es investigador adscrito al CNRS en la Universidad de Burdeos III Michel de Montaigne.

## Biografía y obra

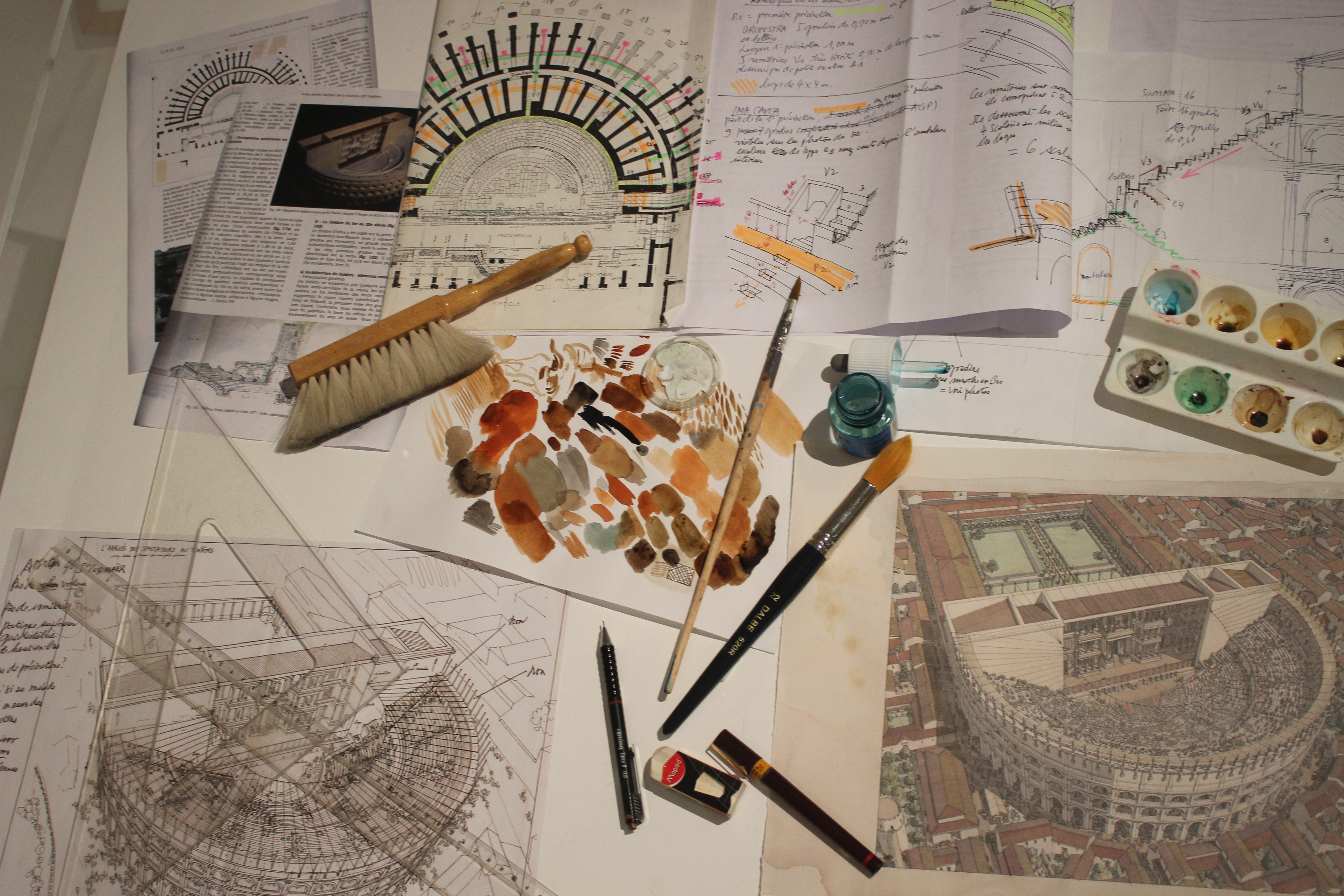
Exposición del espacio de trabajo de Jean-Claude Golvin en el Museo Arqueológico de Vieux-la-Romaine (junio de 2015).

Es hijo del historiador del arte Lucien Golvin. Tras cursar estudios en Argel (Argelia), en 1962 se matriculó en la Escuela Nacional de Arquitectura de Marsella. En 1969 se licenció en Arquitectura y en 1972 se doctoró en Urbanismo. A partir de 1973 trabajó en la reconstrucción del anfiteatro romano de El Djem, en Túnez. Esto le llevó a interesarse por los anfiteatros romanos, lo que le permitió doctorarse en Historia en 1985 con una tesis sobre los mismos.
Paralelamente, de 1979 a 1990, dirigió el Centro Franco-Egipcio para el Estudio de los Templos de Karnak y Luxor. Trabajó en otros yacimientos arqueológicos de Egipto, centrándose más en la puesta en valor del patrimonio que en las excavaciones propiamente dichas.
En 1989 comenzó a dedicarse a la restitución del patrimonio antiguo mediante el dibujo a la acuarela. Hasta la fecha ha realizado más de 1.000 ilustraciones de ciudades y monumentos antiguos y medievales. Entre 1992 y 2008 fue director de investigación en el CNRS, adscrito a la Universidad de Burdeos III, donde participó en investigaciones sobre la restitución de monumentos antiguos y la aplicación de técnicas de realidad virtual (3D) a la arqueología.
Desde 1995 ha venido participando regularmente en exposiciones. Ha publicado numerosos trabajos y es colaborador habitual de varias revistas especializadas.
En 2010 donó sus fondos (unos mil dibujos y bocetos) al Museo Departamental de la Antigua Arlés.

## Publicaciones
Obras traducidas al español:
- Golvin, Jean-Claude (2015). Ciudades del mundo antiguo. Desperta Ferro. ISBN 9788494392214.
- Golvin, Jean-Claude; Gros de Beler, Aude (2016). Viaje por el antiguo Egipto. Desperta Ferro. ISBN 9788494392269.
- Golvin, Jean-Claude; Salles, Catherine (2016). Palacios imperiales de la Roma antigua. Desperta Ferro. ISBN 9788494518713.
- Golvin, Jean-Claude; Roddaz, Jean-Michel (2018). Herodes: el rey arquitecto. Desperta Ferro. ISBN 9788494826504.
- Golvin, Jean-Claude; Coulon, Gérard (2021). La ingeniería del ejército romano. Desperta Ferro. ISBN 9788412105346.
- Golvin, Jean-Claude (2022). VRBS: paseo arqueológico por la Roma Antigua. Desperta Ferro. ISBN 9788412323979.